# Lluís Maria Xirinacs
Lluís Maria Xirinacs i Damians (Barcelona, 1932 - Ogassa, Gerona, 11 de agosto de 2007) fue un político, escritor, filósofo y religioso español, senador durante la transición española.

## Biografía

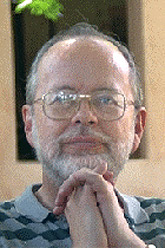
Lluís Maria Xirinacs.

Nació en el barrio del Ensanche de Barcelona, el 6 de agosto de 1932, en el seno de una familia acomodada y católica. Hijo de Enric Xirinacs Espinàs y de Maria Carme Damians Batlle, tuvo por hermanos mayores a M. Lourdes (1929-1975) y a Maria Montserrat (1930); y menores a Anna Maria (1934) y Carles Vicens (1936). Acostumbró a veranear en Sardañola del Vallés y en Begas.
Mientras estudiaba en el seminario, quedó sorprendido por la afirmación del pensador Alfred Korzybski, el cual dijo: «El exceso de información mal digerida nos lleva a pronosticar una especie de mundial esquizofrenia colectiva». Ello influenció decisivamente en Xirinacs, que inició entonces la creación de su modelo de conocimiento de la realidad.
Fue ordenado sacerdote a los veintidós años. Combatió la vinculación Iglesia-Estado con una larga huelga de hambre.
En las décadas de los 60 y 70 hizo cinco huelgas de hambre más, fue uno de los impulsores de la Asamblea de Cataluña. El régimen franquista lo encarceló dos veces (1972 y 1974-1975).
Seguidor de las tesis de Gandhi y de la lucha desde la no violencia, estuvo de pie ante la puerta de la prisión Modelo de Barcelona, doce horas cada día durante un año y nueve meses, hasta que se aprobó en España la Ley de Amnistía de 1977. Debido a la utilización de formas pacíficas de oposición, Xirinacs alcanzó notable popularidad y fue nombrado candidato para el Premio Nobel de la Paz[cita requerida] en 1975, 1976 y 1977, sin llegar a conseguirlo.
En el verano de 1976, impulsó la «Marxa de la Llibertat» («Marcha de la Libertad»), un conjunto de manifestaciones y actos de protesta y sensibilización, que recorrieron toda Cataluña bajo las premisas de libertad y amnistía.
En las elecciones de 1977 se presentó como independiente al Senado por Barcelona consiguiendo el acta de senador. Durante un tiempo, formó parte del grupo parlamentario Entesa dels Catalans.
En la elaboración de la Constitución de 1978 propuso infructuosamente un modelo de constitución alternativa, editado en su libro «Constitución, paquete de enmiendas», en el que defendía un modelo confederal.
En las elecciones generales del 1979 se presentó al Congreso de los Diputados por la coalición Bloc d'Esquerra d'Alliberament Nacional (BEAN), reivindicando el programa de la entonces ya extinta Asamblea de Cataluña, sin alcanzar representación parlamentaria, pero siendo la primera fuerza extraparlamentaria de Cataluña.
En 1980 se presentó por el BEAN a las primeras elecciones al Parlamento de Cataluña después del franquismo, aunque también sin obtener representación.
Abandonó entonces la política activa, y en 1984 fue convencido por Agustí Chalaux para crear, junto con otras personas, el Centro de Estudios Joan Bardina con el objetivo de elaborar un entonces nuevo modelo político, económico y social.
En 1990 Xirinacs abandonó el sacerdocio.
En 2000 volvió a protestar de manera activa, plantándose cada día en la plaza de San Jaime para pedir la independencia de los Países Catalanes.
A los 65 años, se doctoró en Filosofía, después de una brillante carrera de licenciatura, donde obtuvo matrícula de honor en todas las asignaturas.[cita requerida]
El 11 de septiembre de 2002, en el marco de un acto reivindicativo celebrado en el Fossar de les Moreres (Barcelona), pronunció un polémico discurso en el cual comparaba la situación del País Vasco y Cataluña con la de la Argelia prerrevolucionaria de los años 60, y en el cual declaraba:

Gandhi decía que el no violento no puede tratar con neutralidad a las partes de un conflicto violento: el agresor es el enemigo, el agredido es el amigo, aunque sea violento. Yo he intentado toda la vida luchar por la vía no violenta. Sin embargo declaro aquí y lo digo bien alto por si me escucha algún policía o fiscal: me declaro enemigo del Estado español y amigo de ETA y de Batasuna. (...) Y además, con estilos diferentes. ETA, como está en guerra, mata, pero no arranca uñas. Yo he estado en prisión con gente de ETA con las uñas arrancadas. ETA mata pero no tortura. En cambio Lasa y Zabala murieron torturados. ETA, cuando tira una bomba en un lugar que puede herir a gente que no son militares o que no estén relacionados con los opresores avisa. ¿Sabéis lo que cuesta robar la dinamita, pagarla, transportarla, colocarla, y encima cuando tienen todo a punto, avisa que la desactiven? ¿Por qué hace esto? Lo hace porque aún conserva un poco de nobleza del estilo de Ginebra, y la conserva porque los otros no la han maleado más. ¿Por qué lleva la gente de ETA una vida de ratas, de escondidos, de cloacas, perseguidos? No pueden tener novias, no pueden tener hijos, no pueden ir al cine, no pueden tener nada, y si a veces hieren a algún inocente, no es su voluntad.

Tras estos hechos fue condenado por la Audiencia Nacional a dos años de prisión y cuatro de inhabilitación por enaltecimiento del terrorismo. El 25 de octubre de 2005 fue detenido al acudir a una comisaría barcelonesa para renovar su DNI, para ser liberado al día siguiente a su encarcelamiento. En definitiva, el exsenador nunca cumpliría la condena que se le impuso por estas declaraciones.

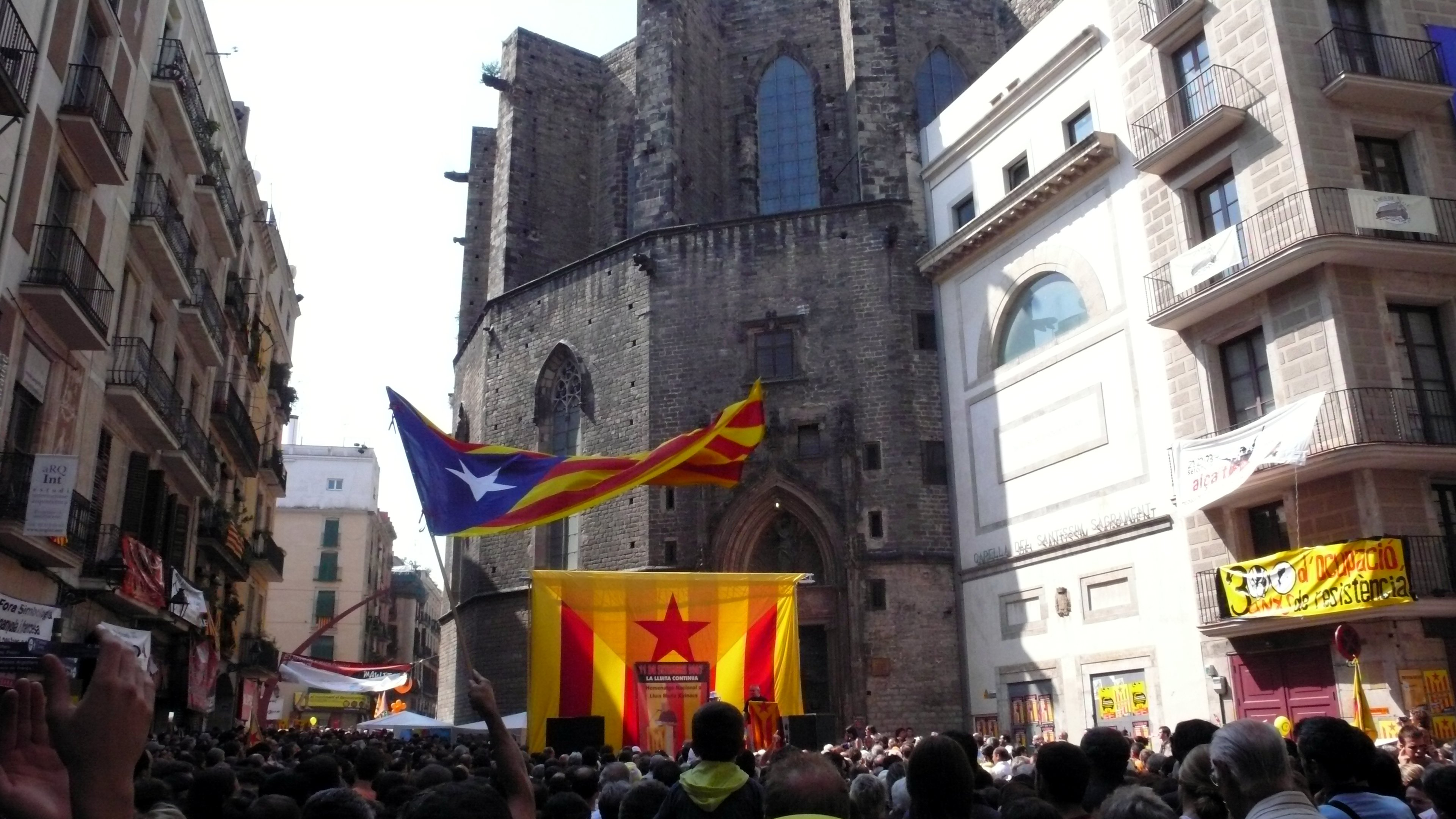
Homenaje a Lluís Maria Xirinacs, en Fossar de les Moreres (Barcelona), el 11 de septiembre de 2007.

En 2004, la Universidad Catalana de Verano le entregó el premio Canigó.
Xirinacs siempre mantuvo su compromiso político con el nacionalismo catalán, trabajando desde la Fundació Randa, surgida de la fusión entre la Fundació Tercera Via (impulsada por él mismo) y la Escuela de Estudios Políticos Randa.
Su cuerpo fue hallado el 11 de agosto de 2007 en una zona boscosa a las afueras de la localidad de Ogassa, en la comarca del Ripollés. Aunque en un principio su muerte fue atribuida a un suicidio, Xirinacs murió de forma natural, según confirmó la autopsia hecha pública el 14 de enero de 2008. Los resultados del informe avalan lo que miembros de la Fundació Randa, que recoge el pensamiento de Xirinacs, ya dijeron cuando encontraron su cuerpo sin vida. Xirinacs afirmaba haber vivido 75 años en unos Países Catalanes esclavos ocupados por Francia, España e Italia, y acusaba a la clase política catalana de cobardía, por no plantearse la independencia sino como un objetivo a muy largo plazo.
Más de 2.000 personas acudieron a su funeral.

## Agustí Chalaux y Lluís Maria Xirinacs
Agustí Chalaux de Subirà, otro activista social catalán también comprometido con su época, ciertamente interactuó con muchos intelectuales y científicos tanto antes como después de la fundación formal del Centro de Estudios Joan Bardina, y con varios de ellos incluso escribió libros y artículos en forma conjunta, aunque corresponde destacar la especial sintonía en cuando a ideales y colaboración que hubo entre este cientista social y Lluís Maria Xirinacs. Precisamente, en rescate y destaque de esta actuación de equipo cumplida por los dos citados, en los últimos años se han realizado varias actividades académicas de difusión y profundización (conferencias, seminarios, ponencias, presentación de libros, etc) a cargo de Joan Parés Grahit, de Brauli Tamarit, y de otros estudiosos, tal como recientemente se ha resaltado y profundizado en varios artículos en el diario Ara de Barcelona.
En Internet pueden ubicarse varios vídeos donde Lluís Maria Xirinacs expone sobre varios aspectos referentes a la moneda telemática y a otros asuntos también defendidos por Agustí Chalaux, según se detalla en las siguientes referencias:

## Obras y escritos
- Archivo personal Lluís M. Xirinacs. Fundació Randa
- Secularització i cristianisme (Secularización y cristianismo), 1969.
- Carta a un policia armat (Carta a un policía armado), 21 de marzo de 1976.
- L'espectacle obsessiu (El espectáculo obsesivo). Diario de prisión.
- Entro en el gran buit (Entró en el gran vacío). Continuación del anterior.
- Vaga de fam per Catalunya, diari de 21 dies (Huelga de hambre por Cataluña, diario de 21 días), 1976.
- Subjecte (Sujeto).
- Constitució, paquet d'esmenes (Constitución, paquete de enmiendas). Versión en catalán, 1979.
- Constitución, paquete de enmiendas. Versión en castellano del anterior, 1979.
- La primera historia humana archivo
- La dimensió cooperativa (La dimensión cooperativa), con Jordi Via y Jordi García.
- Món alternatiu (Mundo alternativo), transcripción de la conferencia realizada el viernes 14 de febrero de 1986 en la inauguración de la Cooperativa Tascó.
- Mundo alternativo, traducción al castellano de la referencia anterior, 1986.
- El diàleg difícil entre ciència i consciència (El diálogo difícil entre ciencia y consciencia), artículo publicado en la revista L'Esborrany de San Baudilio de Llobregat, mayo de 1991.
- Plantem-nos. Temes vius i pendents per al tombant de mil·leni (Plantémonos: Temas vivos y pendientes en el cambio del milenio), 2000, con Lluís Busquets Grabulosa.
- Manifest-Crida (Manifiesto-Llamada), 2000.
- Crida (Llamada), 2001.
- Filosofia i pràctica de la no-violència (Filosofía y práctica de la no violencia), transcripción de un seminario hecho en La Plana, Bages, en agosto de 2001.
- Discurso íntegro que Xirinacs pronunció el 11 de septiembre de 2002 en Fossar de les Moreres de Barcelona
- Crida (Llamada), 2002.
- Declaració de Lluís Maria Xirinacs ante el juez 17 de diciembre de 2002.
- La primera història humana.
- La traició dels líders Archivado el 28 de septiembre de 2007 en Wayback Machine. - Trilogía de memòries polítiques.
- Mentalitat i models globals (Mentalidad y modelos globales), escrito en el cual Xirinacs expone un modelo global para hacer frente a la complejidad de la realidad.
- El terror, la pau i el sagrat (El terror, la paz y lo sagrado), 2005.
- Amnistia 77, Franco ha mort? (Amnistía 77, ¿Franco ha muerto?), 2006.
- Un model global de la realitat. Primera part: model menor (Un modelo global de la realidad. Primera parte: modelo menor), 2007.
- Dietari final (Dietario final), 2007. Obra póstuma.
- Tercera Via  — PDF. Obra redactada en catalán en 1982. Primera edición póstuma, abril de 2012. También se dispone de traducción al castellano.